# Labiotermes
Labiotermes es un género de termitas  perteneciente a la familia Termitidae que tiene las siguientes especies:

## Especies
1. Labiotermes brevilabius
2. Labiotermes emersoni
3. Labiotermes guasu
4. Labiotermes labralis
5. Labiotermes laticephalus
6. Labiotermes leptothrix
7. Labiotermes longilabius
8. Labiotermes oreadicus
9. Labiotermes orthocephalus
10. Labiotermes pelliceus